# Hervé Arsène
Hervé Arsène, né le 30 octobre 1963 à Nosy Be, est un footballeur international malgache, devenu entraîneur, qui a évolué au poste de défenseur. Il possède également la nationalité française.

## Biographie
Amateur à Sotema (Madagascar), puis joueur à Saint-André de la Réunion (1985-1987), Hervé Arsène rejoint le RC Lens en 1987. Il remporte le championnat de France sous les couleurs sang et or lors de sa dernière saison, en tant que joueur professionnel en 1998.
Après sa carrière de joueur, il entraîne les moins de 13 ans du RC Lens. Entre 2007 et 2008, il dirige la sélection malgache. Il entraine ensuite l'équipe des moins de 15 ans du RC Lens. Il a également été nommé directeur de la formation en 2015. En août 2018, il est démis de ses fonctions.

## Carrière de joueur
- AS Sotema
- 1985-1987 : US Saint-André de la Réunion
- 1987-1989 : RC Lens
- 1989-1991 : La Roche-sur-Yon Vendée Football
- 1991-1998 : RC Lens

## Statistiques
- 263 matches en Division 1 pour trois buts.
- Premier match en Division 1 : le 18 juillet 1987, Niort - Lens (1-1).
- Premier but en D1 : le 6 août 1988, Lens - Sochaux (2-2, 60e).
- 64 matches en Division 2 pour 6 buts.
- Premier match en Coupe européenne (Coupe de l'UEFA), le 7 décembre 1995 : Lens - Slavia Prague (0-1).

## Palmarès
- Vainqueur de la Coupe de la Ligue en 1994 (RC Lens)
- Champion de France en 1998 (RC Lens)